# Rio Bozom
O Rio Bozom é um rio da Romênia afluente do Rio Olt, localizado no distrito de Braşov.